# 교황 요한 11세
교황 요한 11세(라틴어: Ioannes PP. XI, 이탈리아어: Papa Giovanni XI)는 제125대 교황(재위: 931년 3월 - 935년 12월)이다.

## 혈통
요한 11세의 아버지가 누구인지에 대해서는 여전히 논쟁거리 대상이다. 그의 어머니는 한때 로마에서 가장 강력한 권력을 행사한 여성인 마로치아였던 것은 확실하다. 크레모나의 리우트프란트(Antapodosis, ii. c. 48)와 교황 연대표는 요한 11세의 아버지가 교황 세르지오 3세라고 주장했다("Johannes, natione Romanus ex patre Sergio papa," "Liber Pont." ed. Duchesne, II, 243). 페르디난트 그레고로비우스와 에른스트 뒴러, 토머스 그린우드, 필리프 스카프, 루돌프 박스만 또한 요한 11세가 세르지오 3세의 아들이라는 리우트프란트의 주장에 동의했다. 만약 이것이 사실이라면, 요한 11세는 교황의 사생아로서 교황이 된 유일한 인물일 것이다. 이와는 반대로, 호레이스 킨더 만과 레지널드 폴, 피터 르웰린, 카를 조제프 본 헤펠레, 아우구스트 프리드리히 그프로레르, 루도비코 안토니오 무라토리, 프랜시스 패트릭 켄릭은 요한 11세가 투스쿨룸 백작인 스폴레토의 알베리크 1세의 아들이라는 의견을 내놓았다.

## 교황
요한 11세의 어머니 마로치아는 당시 사실상 로마의 통치자였으며, 그 영향으로 요한 11세가 교황이 된 것이다. 요한 11세는 교황으로 선출되기 전에는 산타 마리아 인 트라스테베레 성당의 사제급 추기경이었다. 그는 로마와 마찬가지로 완전히 마로치아의 지배 아래 있었다.
932년 어머니가 이탈리아의 왕 우고와 세 번째로 결혼할 때 요한 11세는 그 혼인미사를 집전하였다. 932년경 마로치아의 또 다른 아들이자 요한 11세의 동생 스폴레토의 알베리크 2세가 주도한 반란이 일어나자 마로치아는 요한 11세와 함께 포로가 되어 산탄젤로 성에 투옥되었다. 이후 요한 11세에게 남은 권한이라고는 순전히 성직자 본연의 영적인 문제 수행이 유일했다. 그 밖에 사법권 전체는 온전히 알베리크 2세가 행사하였다. 그가 행사한 사법권은 세속에만 국한된 것이 아니라 교회 문제까지 포함되었다.
요한 11세는 알베리크 2세의 압력에 굴복하여, 935년 콘스탄티노폴리스 총대주교 테오필락토스에게 팔리움을 하사했으며, 933년에는 랭스 대주교 아르탈드에게 팔리움을 하사했다. 일부 가톨릭 자료에서는 요한 11세가 사도좌에 앉은 것을 교회 역사적으로 볼 때, 수치스러운 사건으로 간주하기도 하기도 한다. 하지만 훗날 강력한 교회 쇄신의 선두주자였던 클뤼니 수도원에 많은 특권을 부여한 사람도 요한 11세였다.